# Neoeptesicus
Neoeptesicus är ett släkte av fladdermöss som ingår i familjen läderlappar. Arterna förekommer i Central- och Sydamerika och de ingick före 2023 i andra släkten. Släktnamnet syftar på utbredning i den neotropiska regionen och på det nära släktskapet med släktet Eptesicus.
Släktet är en utvecklingslinje som skiljde sig för ungefär 14,8 miljoner år sedan från en annan linje som består av två arter från släktet Eptesicus samt av släktet Histiotus. Alla tre taxa tillsammans skiljde sig för cirka 17,4 miljoner år sedan från en linje med alla andra arter i släktet Eptesicus (för gruppen blev släktnamnet Cnephaeus föreslagen).

## Utseende
Jämfört med släktet Eptesicus (enligt ny indelning) och släktet Histiotus är öronen med maximal 20 mm längd mindre, en hudremsa som sammanlänkar öronen saknas, kraniet är brett och inte robust, ögonen är små (liksom hos Eptesicus), håren på ovansidan är med genomsnittlig 8 mm kortare, underarmarna är kortare och örats tragus är smal utan inbuktning. Dessutom är det längsta måttet vid kraniet mindre. Arternas 32 tänder fördelar sig efter tandformeln I 2/3, C 1/1, P 1/2, M 3/3. Pälsens färg varierar beroende på art och population. Ovansidans hår kan vara en- eller tvåfärgade. Undersidans färg varierar mellan mörkbrun och vit.

## Arter
Till släktet flyttades 10 arter.
- Neoeptesicus innoxius, som typart
- Neoeptesicus andinus
- Neoeptesicus brasiliensis
- Neoeptesicus chiriquinus
- Neoeptesicus diminutus
- Neoeptesicus furinalis
- Neoeptesicus langeri, beskrevs 2021 som ny art
- Neoeptesicus orinocensis, beskrevs likaså 2021
- Neoeptesicus taddei, är känd sedan 2006
- Neoeptesicus ulapesensis, blev 2019 beskriven